# Maia Castro
Maia Castro (Montevideo, 21 de marzo de 1980) es una cantante y compositora de tango uruguaya.

## Biografía
A los 15 años comenzó a participar en el carnaval montevideano como intérprete en la murga "Antimurga BCG" y luego en "La Mojigata".
En 2010 fue convocada por la Orquesta Filarmónica de Montevideo para formar parte del espectáculo «Tres mujeres para el tango», junto con Laura Canoura y Mónica Navarro.
Durante 2015 emprendió la que ha sido hasta el momento su última gira europea que la ha llevado por primera vez a Milán, ciudades alemanas y al Festival de Tango de Finlandia.

### Carrera
Inició su proyecto solista en 2005, luego de haber formado parte de bandas de rock, pop y blues. En su segundo de disco, aparecieron por primera vez milongas y tangos de su autoría. En el tercer disco, es autora de seis de las canciones que componen la obra, algunas realizadas en colaboración con Federico Lima, integrante de la banda Socio. Sus letras tratan sobre temas universales, como el amor y el desamor, pero también abordan la temática contemporánea, con la voz de la mujer actual. Según Fourment, «sus canciones están cargadas de una actitud rockera y eso moderniza al tango, haciéndolo mucho más accesible y despojándolo de prejuicios».
Como intérprete, ha incluido en sus discos tangos clásicos como «Volver», de Gardel y  Le Pera. Pero también, ha versionado canciones roqueras como «Al vacío» de NTVG y «La bestia pop» de Patricio Rey y sus Redonditos de Ricota.

## Discografía
- 2007, Maia Castro
- 2009, Lluvia inerte
- 2012, De saltos y otros vientos
- 2015, Milongas, tangos y otros vientos en vivo
- 2018, Quinto